# آتشفشان رومانوفکا
آتشفشان رومانوفکا (انگلیسی: Romanovka stratovolcano) یک کوه آتشفشانی در شبه‌جزیره کامچاتکای کشور روسیه است.